# Plexus renalis
Der Plexus renalis (von lat. plexus für „Geflecht“ und ren für „Niere“) ist ein Nervengeflecht, das die Nierenarterie in ihren proximalen Abschnitten (d. h. an den Abschnitten, die näher an ihrem Ursprung aus der Aorta gelegen sind) bedeckt. Er entsteht also aus dem Plexus aorticus abdominalis, aber auch Nervenfasern des Plexus coeliacus und des Vagusnervs erreichen den Plexus renalis. Er enthält postganglionäre (nach einem Nervenknoten gelegene) sympathische Fasern der Ganglia aorticorenalia und der Ganglia coeliaca und präganglionäre Fasern aus dem Nervus splanchnicus imus und dem Nervus splanchnicus lumbalis, die im Nervengeflecht in kleinen Ganglien auf postganglionäre Fasern umgeschaltet werden. Im Plexus selbst liegen die Ganglia renalia – mikroskopisch kleine Ganglien.
Der Plexus renalis dient dazu, die Nieren und die ersten Abschnitte der Harnleiter durch den Plexus uretericus mit sympathischen und parasympathischen Fasern zu versorgen, wobei die Aufgabe der letzteren noch ungeklärt ist. Darüber hinaus stellt der Plexus renalis auch einen Teil der Fasern des Plexus testicularis, bzw. des Plexus ovaricus.